# Liste de plats à base de légumineuses

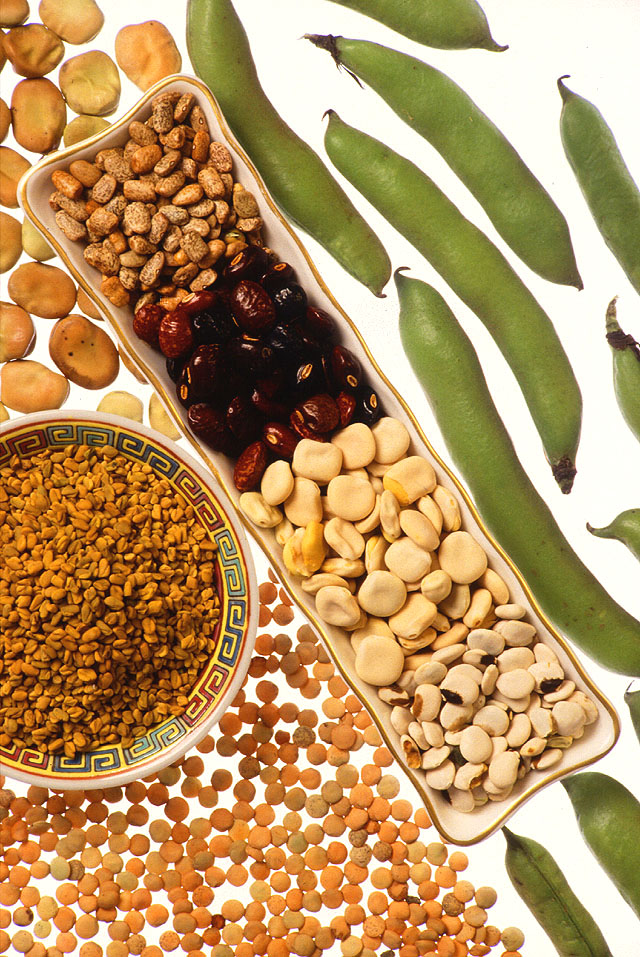
Sélection de légumes secs.

Liste de plats à base de légumineuses. Les légumineuses sont des plantes de la famille des Fabaceae (ou Leguminosae) dont on consomme généralement le fruit ou la graine.
- Haut – A
- B
- C
- D
- E
- F
- G
- H
- I
- J
- K
- L
- M
- N
- O
- P
- Q
- R
- S
- T
- U
- V
- W
- X
- Y
- Z

## Plats à base de légumineuses

### 0–9
- 15 bean soup

### A
- Acarajé
- Aloo matar
- Amanattō
- Arroz con gandules
- Avre bendi

### B

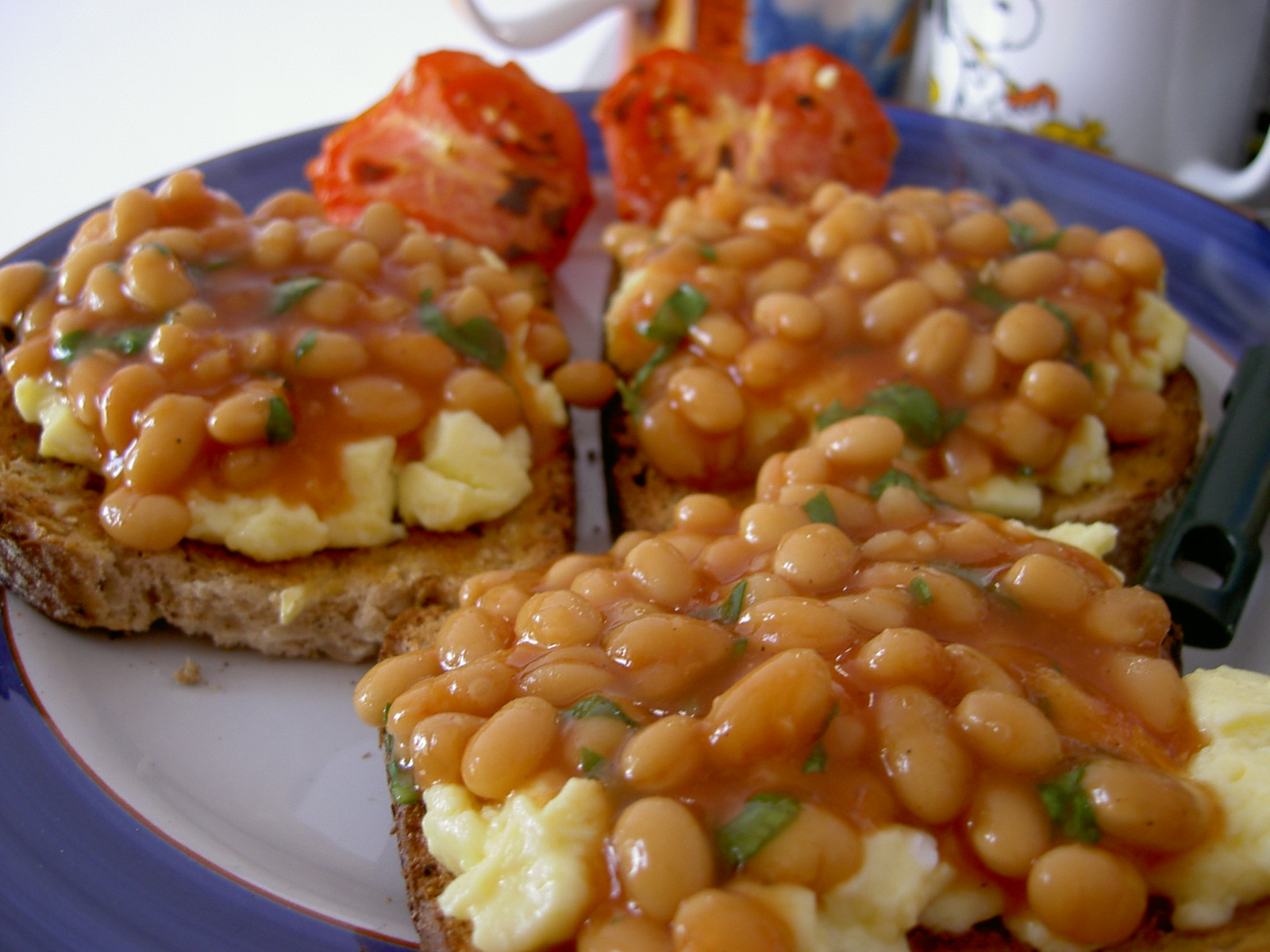
Baked beans aux œufs brouillés sur des toasts.

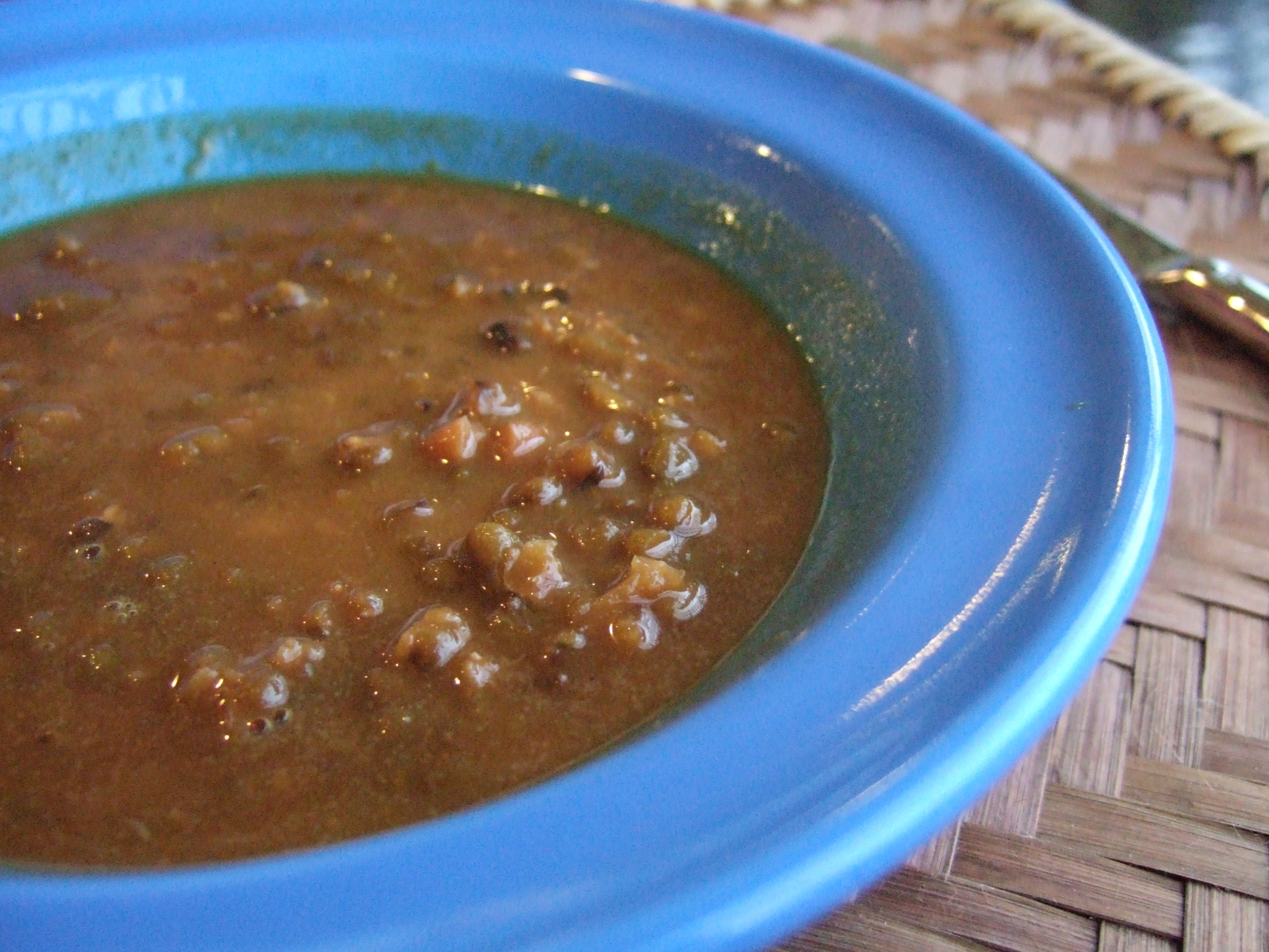
Le bubur kacang hijau est un dessert sucré de la cuisine indonésienne et malaise fait d'une bouillie de haricots mungos avec du lait de coco et du sucre de palme ou de canne.

- Baked beans
- Balila
- Bandeja paisa
- Bap
- Bean chips
- Bean pie
- Bean salad
- Bhadmaas
- Bigilla
- Bissara
- Bitbean
- Black peas
- Bob chorba
- Bodi ko Achar
- Bouillie de pois
- Bouneschlupp
- Bubur kacang hijau
- Tofu birman

### C

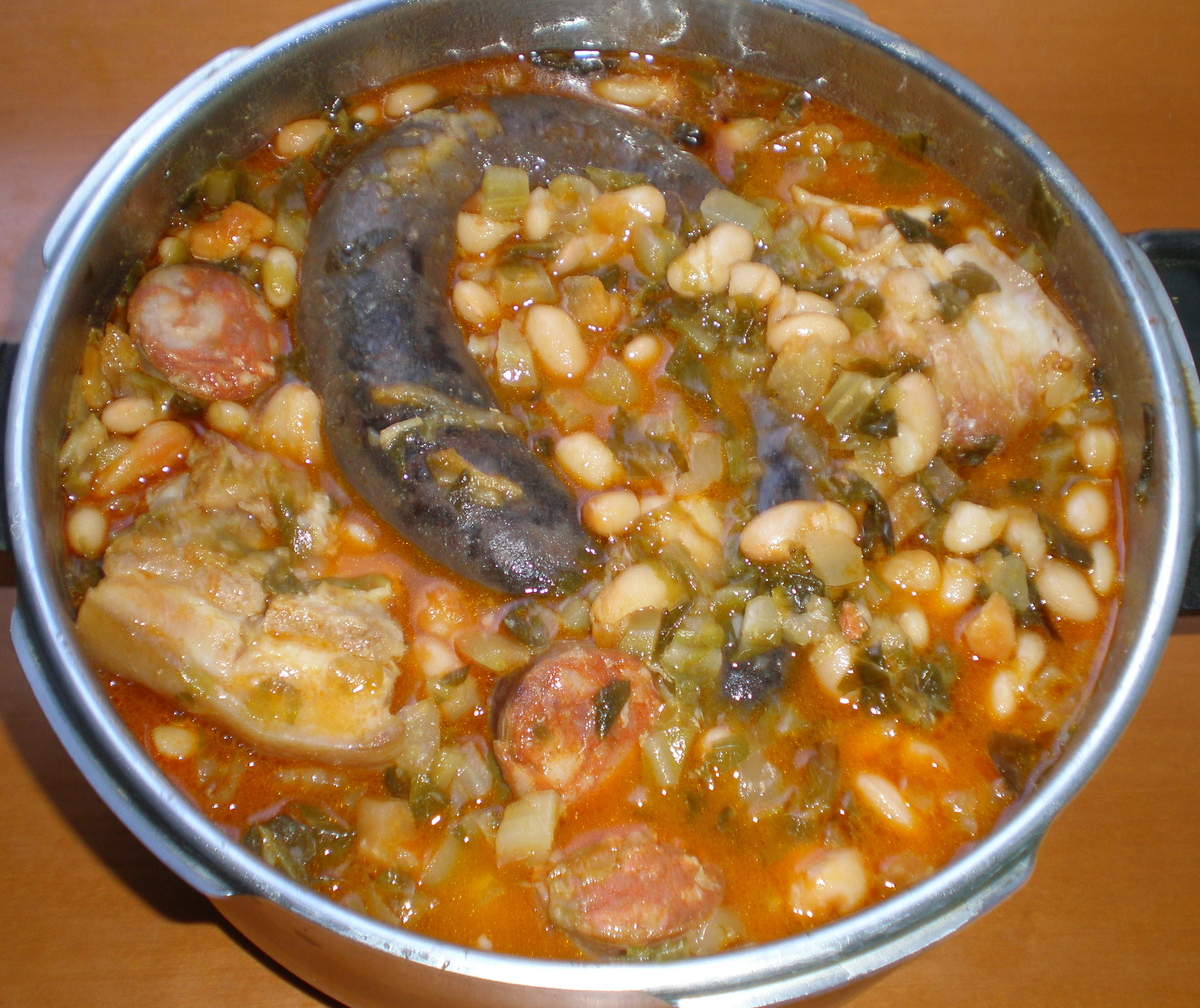
Le cocido montañés (ragoût de montagne), est un ragoût riche en haricots, originaire de Cantabrie dans le nord de l'Espagne.

- Callos
- Caparrones
- Cassoulet
- Chana masala
- Chapea
- Chili con carne
- Chole bhature
- Ciceri e tria
- Cocido lebaniego
- Cocido madrilène
- Cocido montañés
- Cofresi chili
- Cowboy beans

### D

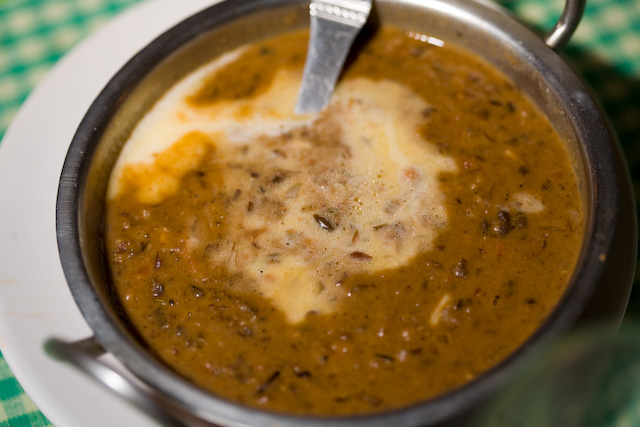
Le dal makhani est un aliment de base de la région du Pendjab dans le sous-continent indien.

- Dal
- Dal baati
- Dal bhat
- Dalcha
- Dal makhani
- Deep-fried peanuts
- Dhansak
- Dhokla
- Dilly beans
- Doubles
- Douzhi

### F

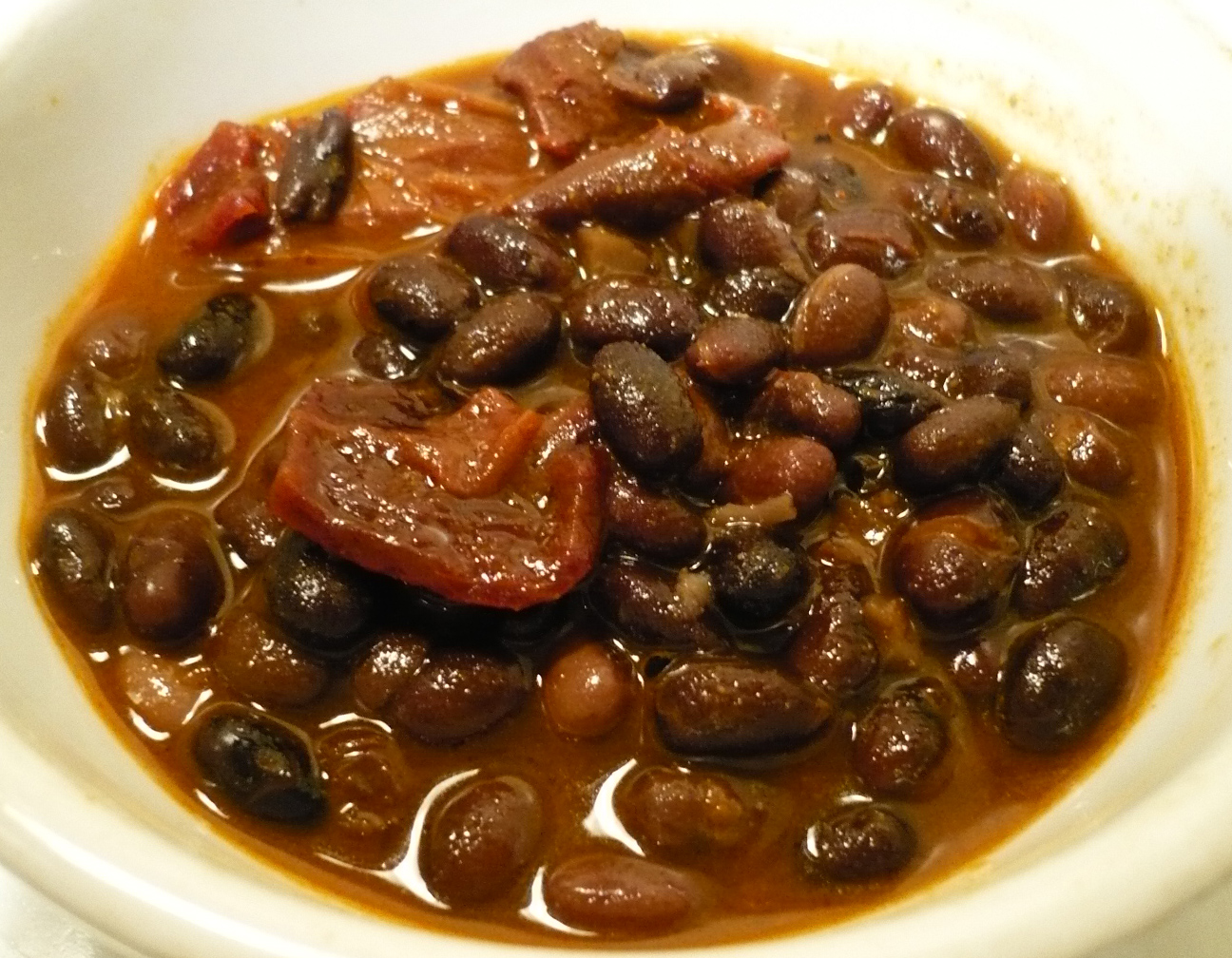
Bol végétarien de frijoles negros de style mexicain.

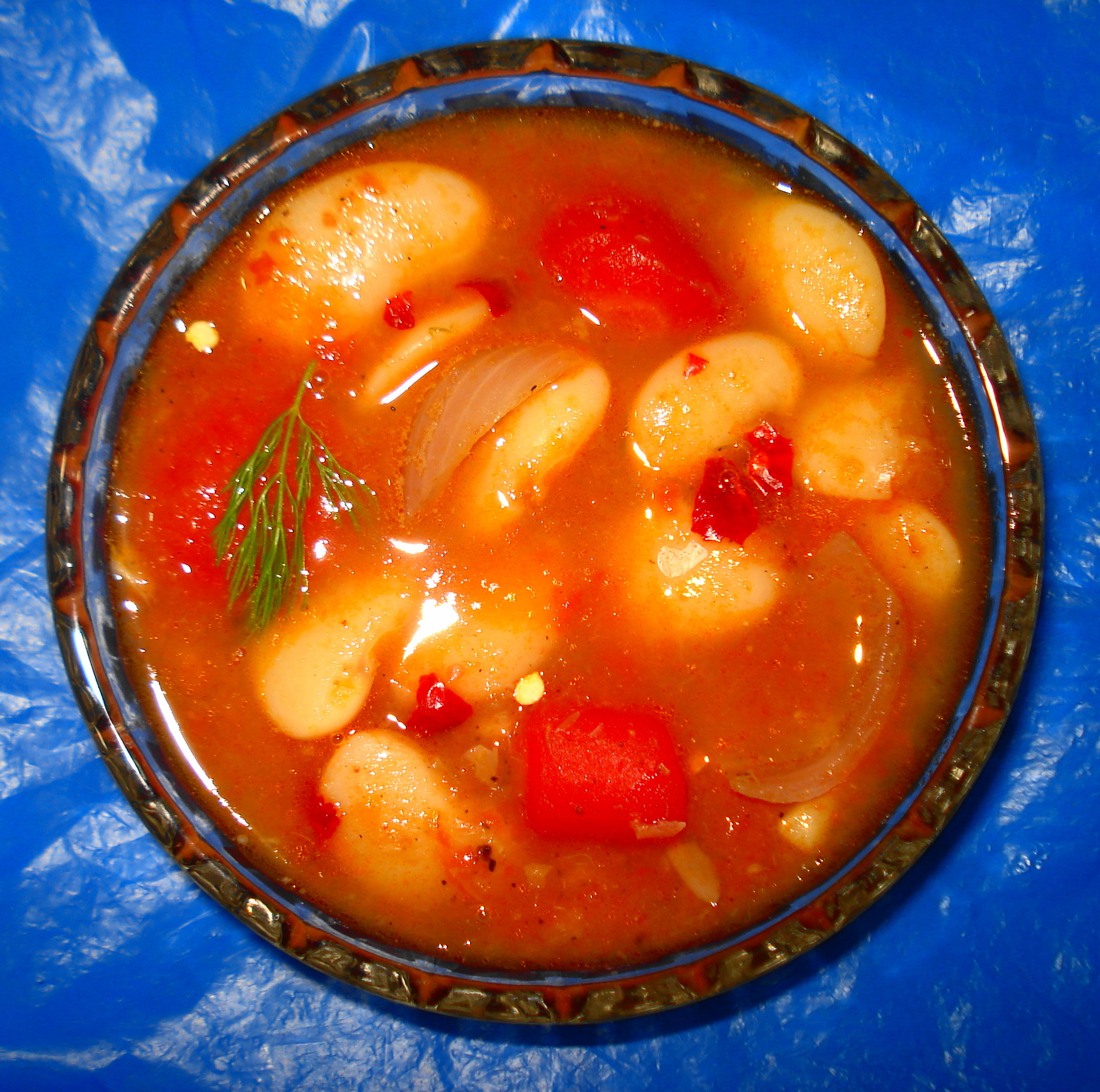
La fasoláda est une soupe grecque et chypriote de haricots blancs, d'huile d'olive et de légumes tels que des poivrons, considérée parfois comme le « plat national grec ».

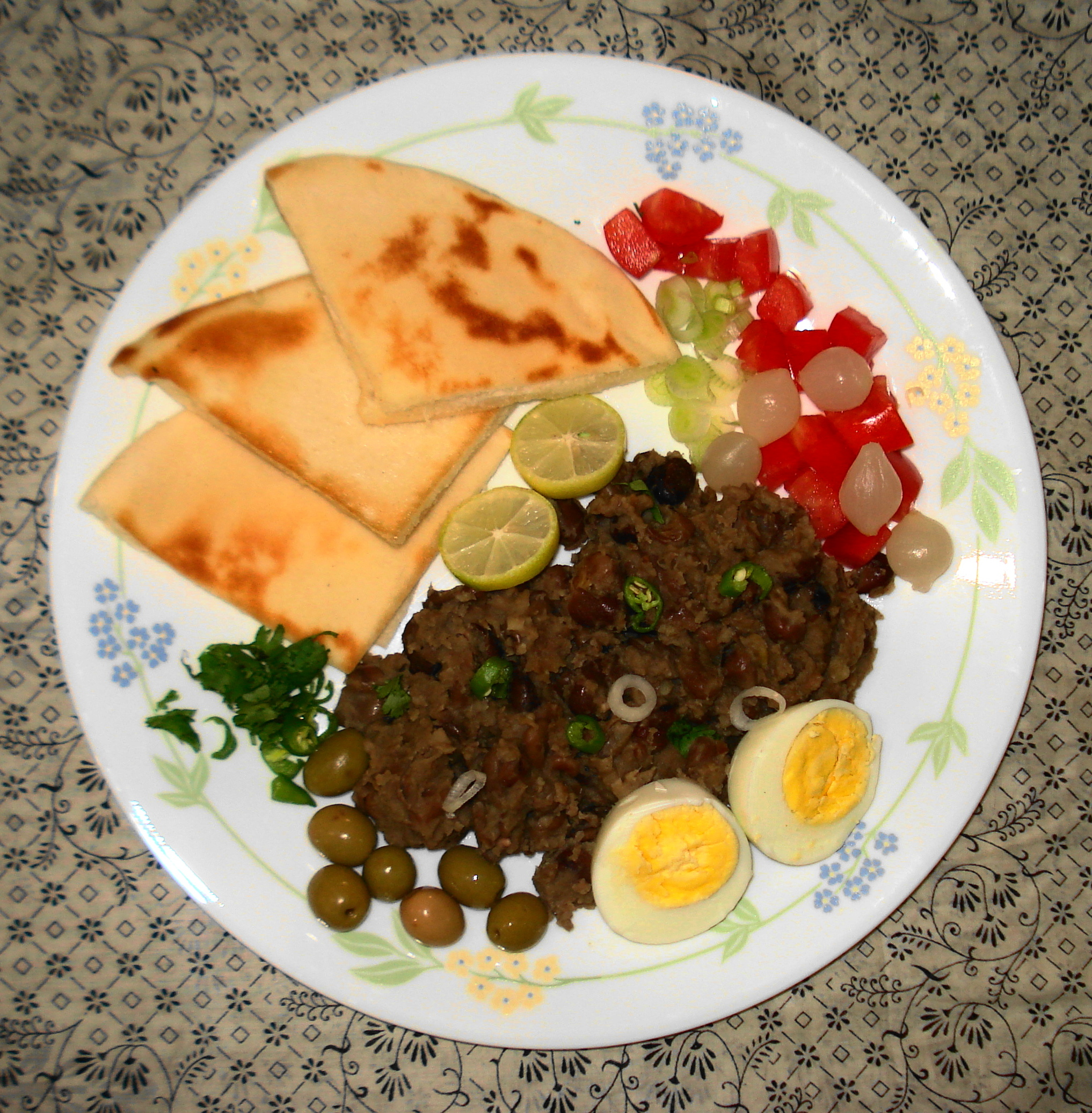
Le foul est un plat du Moyen-Orient fait de purée de fèves mélangée avec du jus de citron et de l'huile d'olive. Il est parfois servi avec des oignons, des olives, du cumin, du piment ou d'autres condiments.

- Fabada asturiana
- Fabes con almejas
- Falafel
- Farinata
- Fasoláda
- Fasole cu cârnați
- Feijoada
- Frijoles charros
- Frijoles negros
- Foul

### G
- Gallo pinto
- Garnache
- Ghugni
- Gigandes plaki
- Githeri
- Green bean casserole
- Guernsey Bean Jar

### H

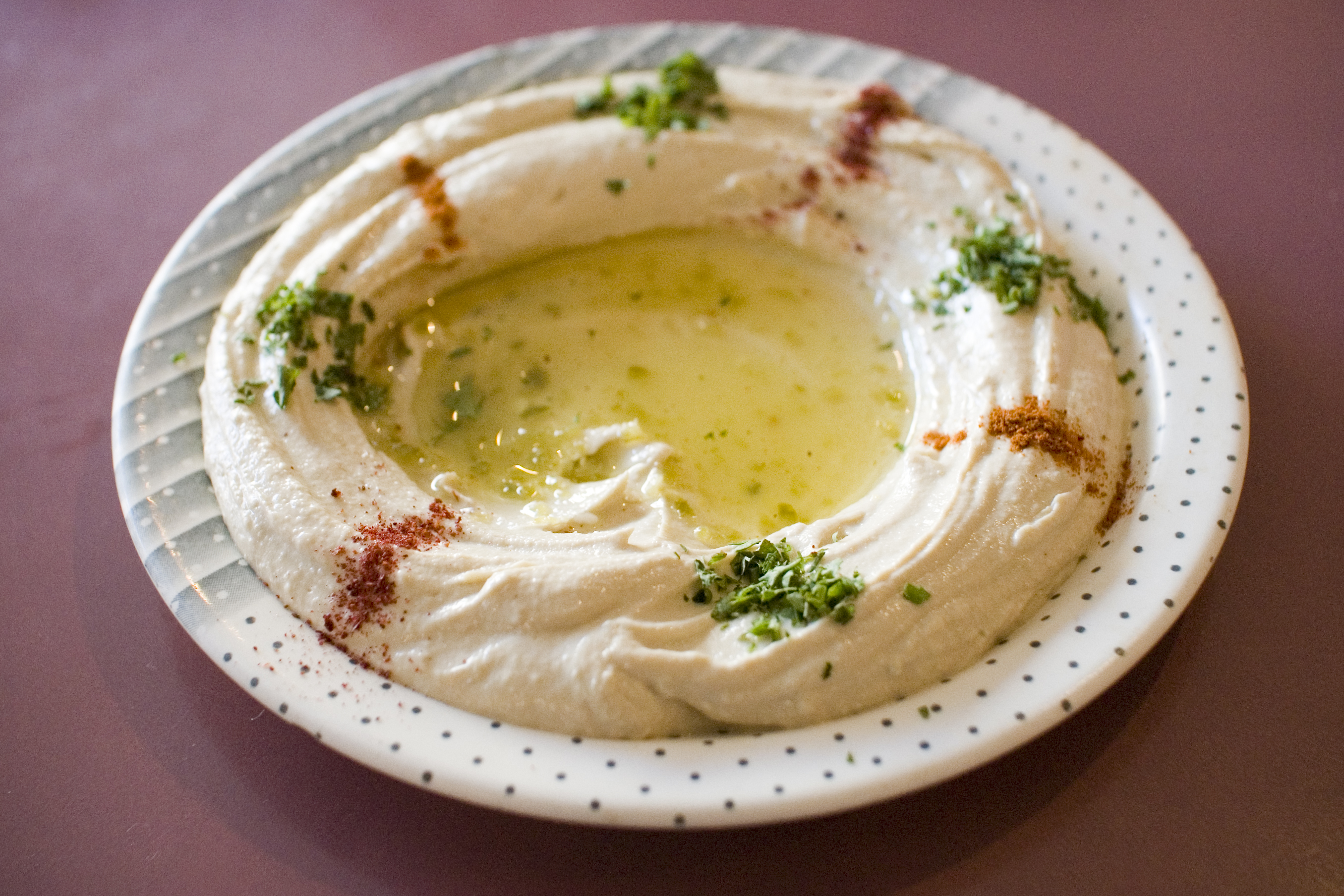
Le houmous est une spécialité culinaire du Moyen-Orient et de la culture arabe à base d'une purée de pois chiches mélangée avec du tahini, de l'huile d'olive, du jus de citron, du sel et de l'ail.

- Hoppin' John
- Houmous

### J
- Jidou liangfen
- Judd mat Gaardebounen

### K
- Kluklu
- Kongbap
- Kootu
- Kosambari
- Kuli-kuli
- Kuru fasulye
- Kuzhambu
- Kwati

### L

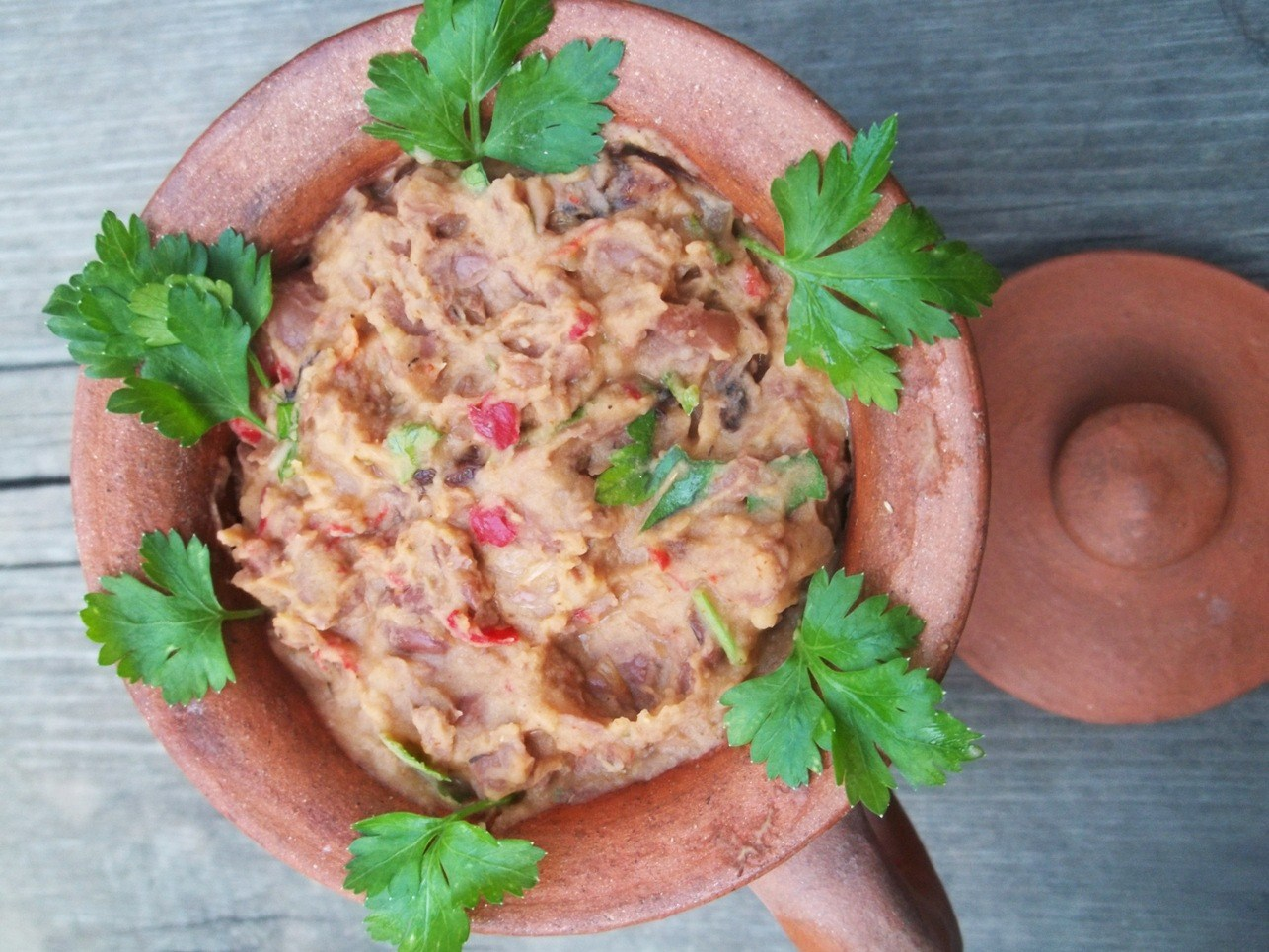
Le lobio est une famille de plats de différentes sortes de haricots préparés (cuits ou en compote), contenant coriandre, noix s, ail et oignon. C'est une spécialité populaire dans la cuisine de Géorgie (Caucase du Sud).

- Lablabi
- Laping
- Soupe de lentilles
- Liangfen
- Lobio

### M
- Marrowfat peas
- Matevž
- Mattar paneer
- Minestrone
- Moro de guandules
- Moros y Cristianos
- Msabbaha
- Mujaddara
- Murukku
- Mushy peas

### N
- Nokdumuk

### O

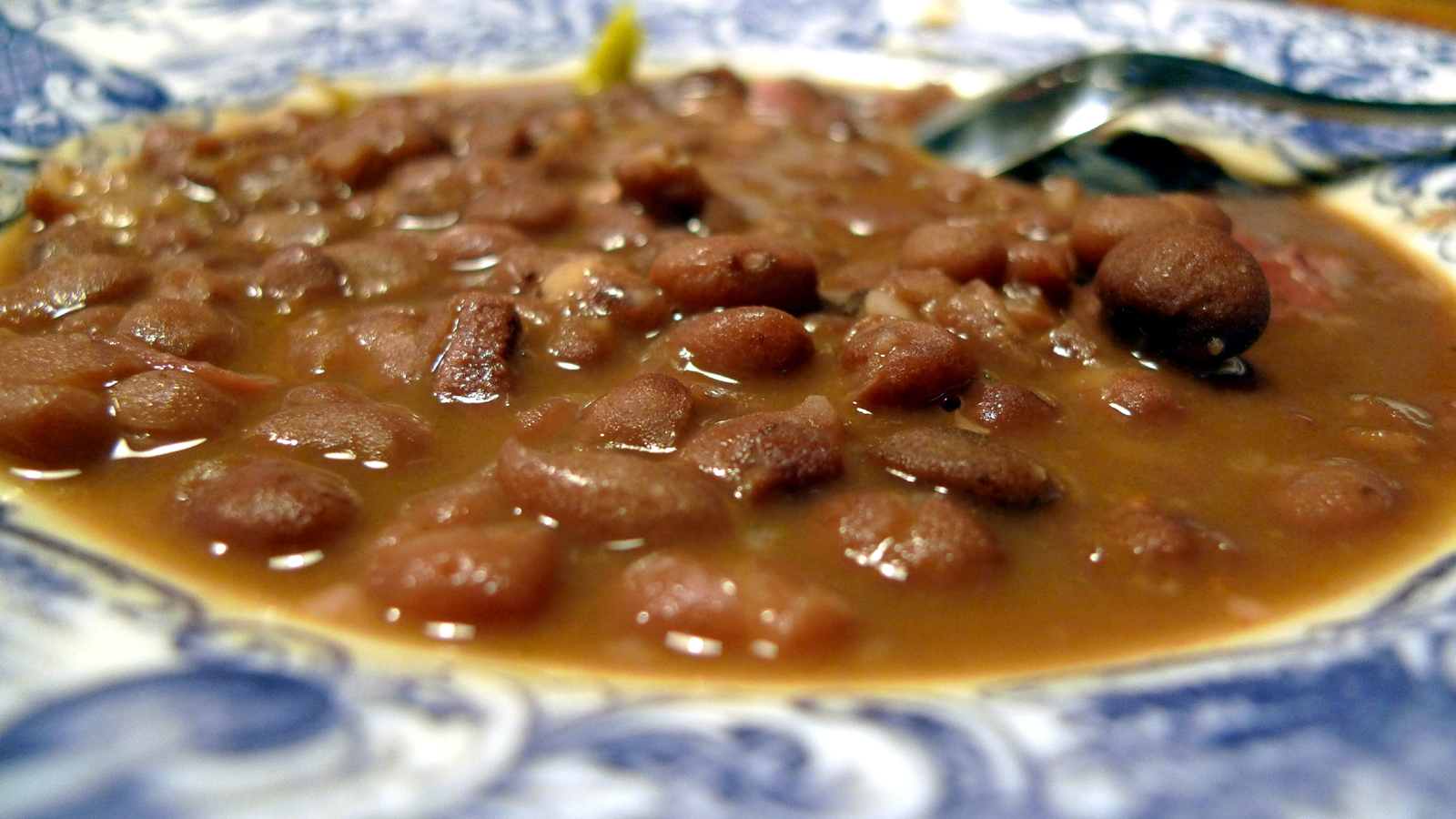
L’olla podrida est un ragoût de la cuisine espagnole fait de porc et de haricots et d'une grande variété d'autres viandes et légumes.

- Olla podrida

### P

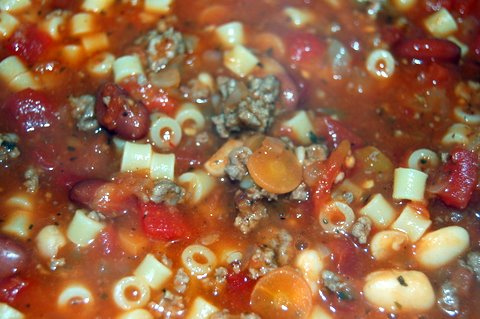
Le pasta e fagioli, (pâtes et haricots), est un plat traditionnel sans viande de la cuisine italienne.

- Pabellón criollo
- Panelle
- Papadum
- Paripu
- Pasta e fagioli
- Pastizz
- Pasulj
- Soupe de pois
- Peabutter
- Pie and peas
- Pie floater
- Pokhemma
- Pork and beans
- Porotos con rienda
- Purtumute

### R

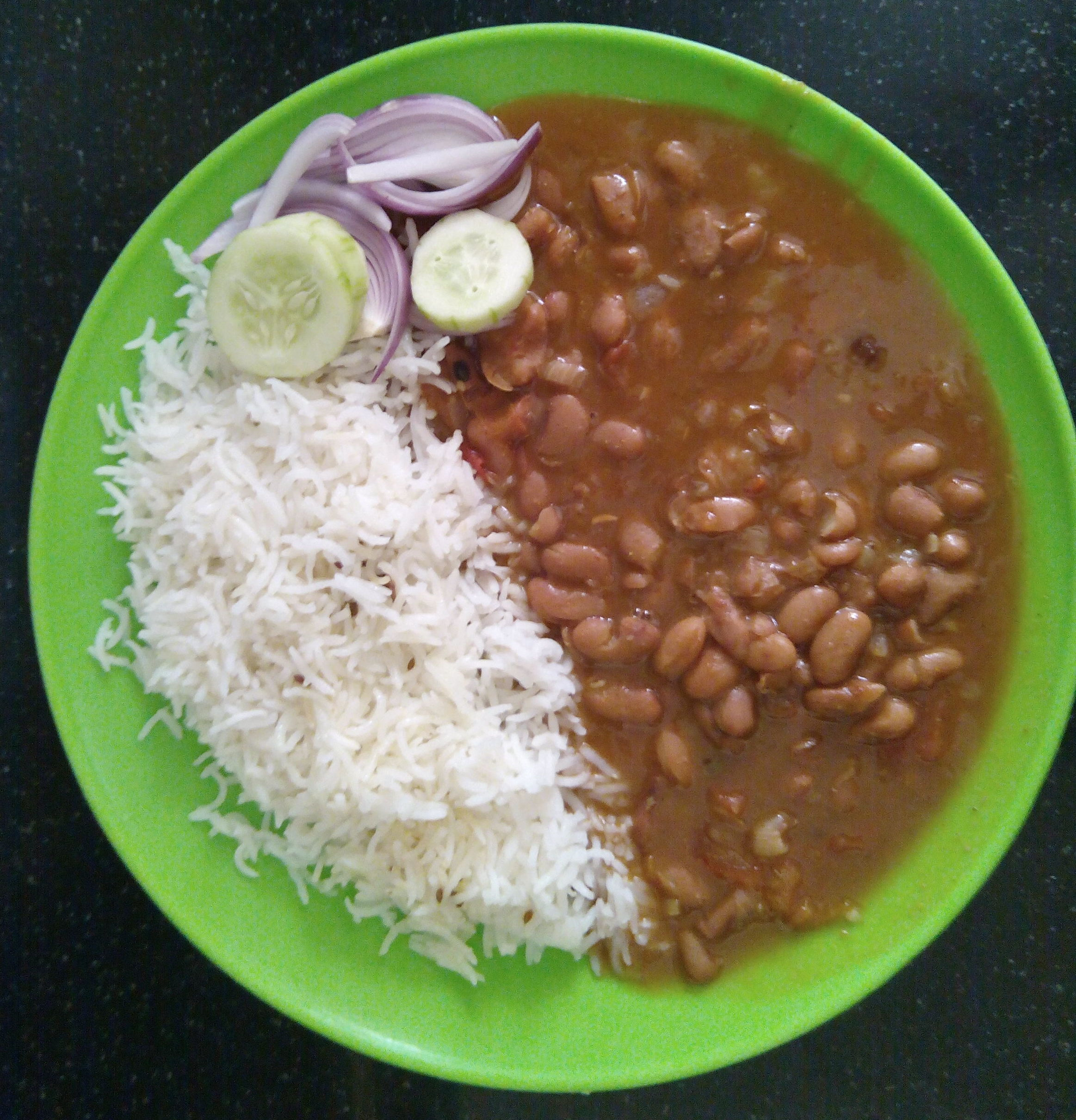
Rajma chawal, rājmā de haricots servis avec du riz bouilli (Inde).

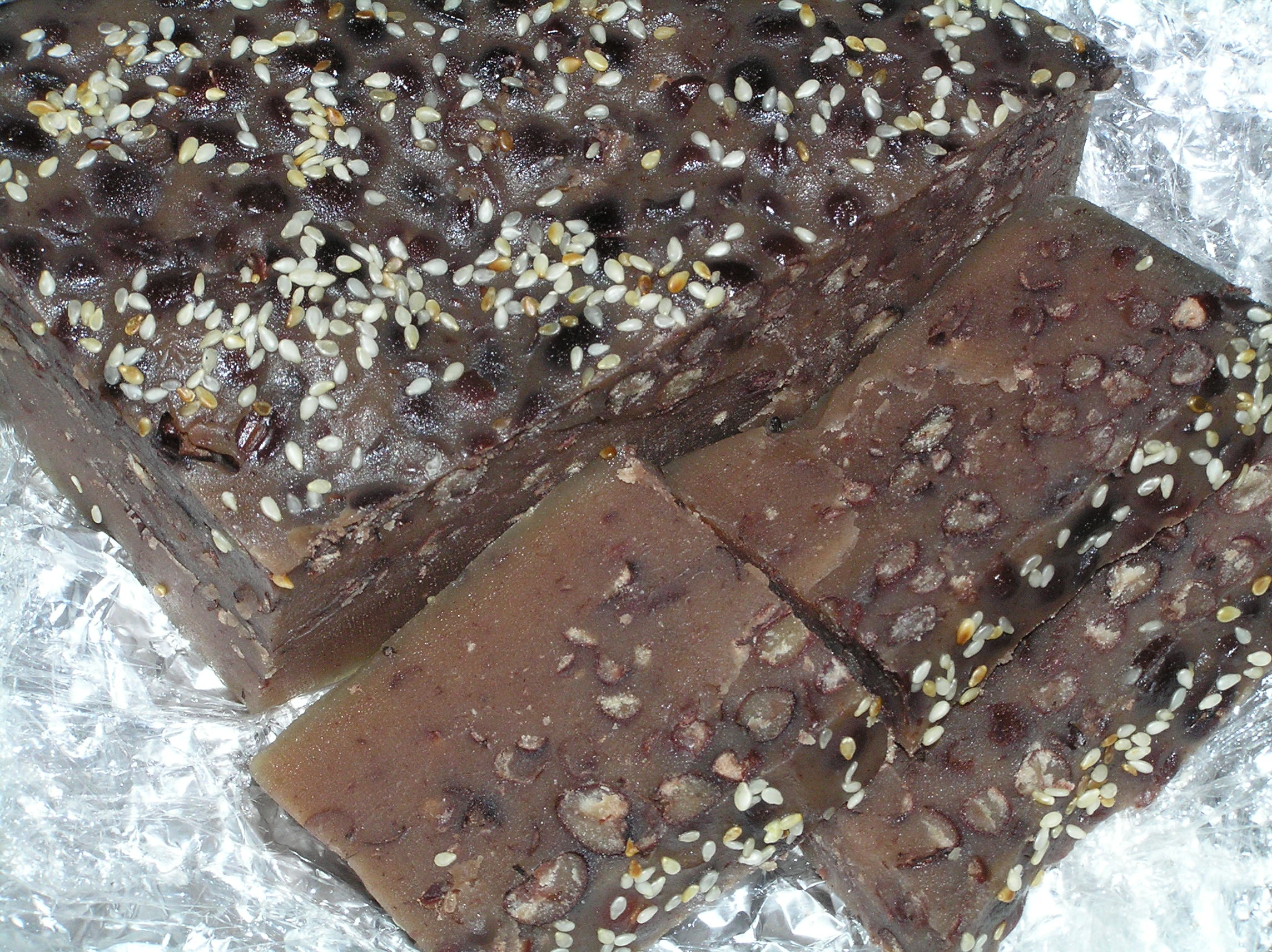
Le gâteau aux haricots rouges est un type de gâteau asiatique avec une garniture de pâte sucrée de haricots rouges. Il est fait principalement avec des haricots adzukiss.

- Ragda patties
- Rajma
- Red bean cake
- Red bean ice
- Red bean paste
- Red bean soup
- Red beans and rice
- Refried beans
- Revalenta arabica
- Rice and beans
- Rice and peas

### S

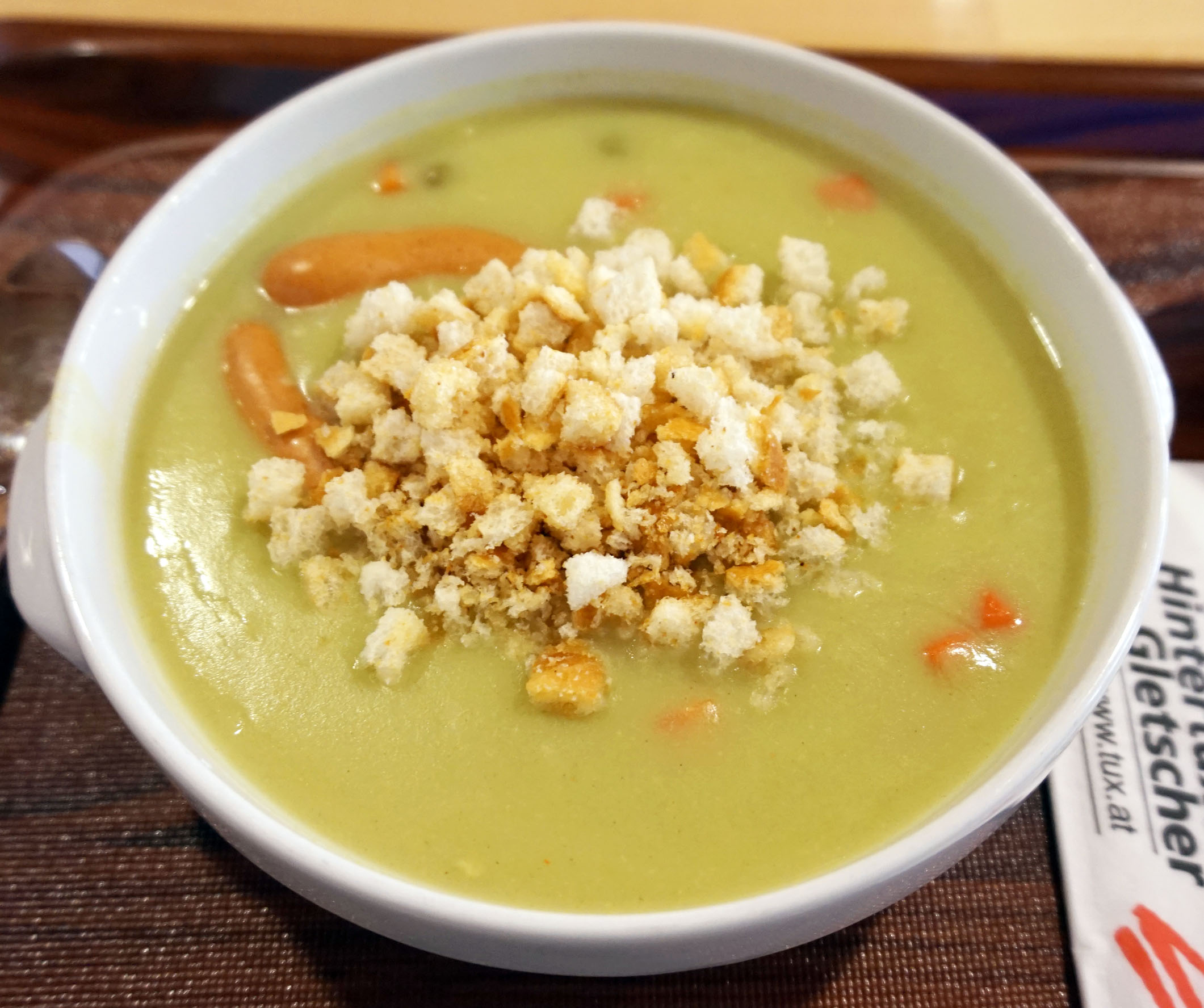
La soupe aux pois est typiquement préparée avec des pois secs, comme les pois cassés. Elle fait partie, avec des variantes, de la cuisine de nombreuses cultures.

- Sambar
- Senate bean soup
- Shahan ful
- Shiro
- Soup beans
- Soupe aux pois
- Succotash

### T

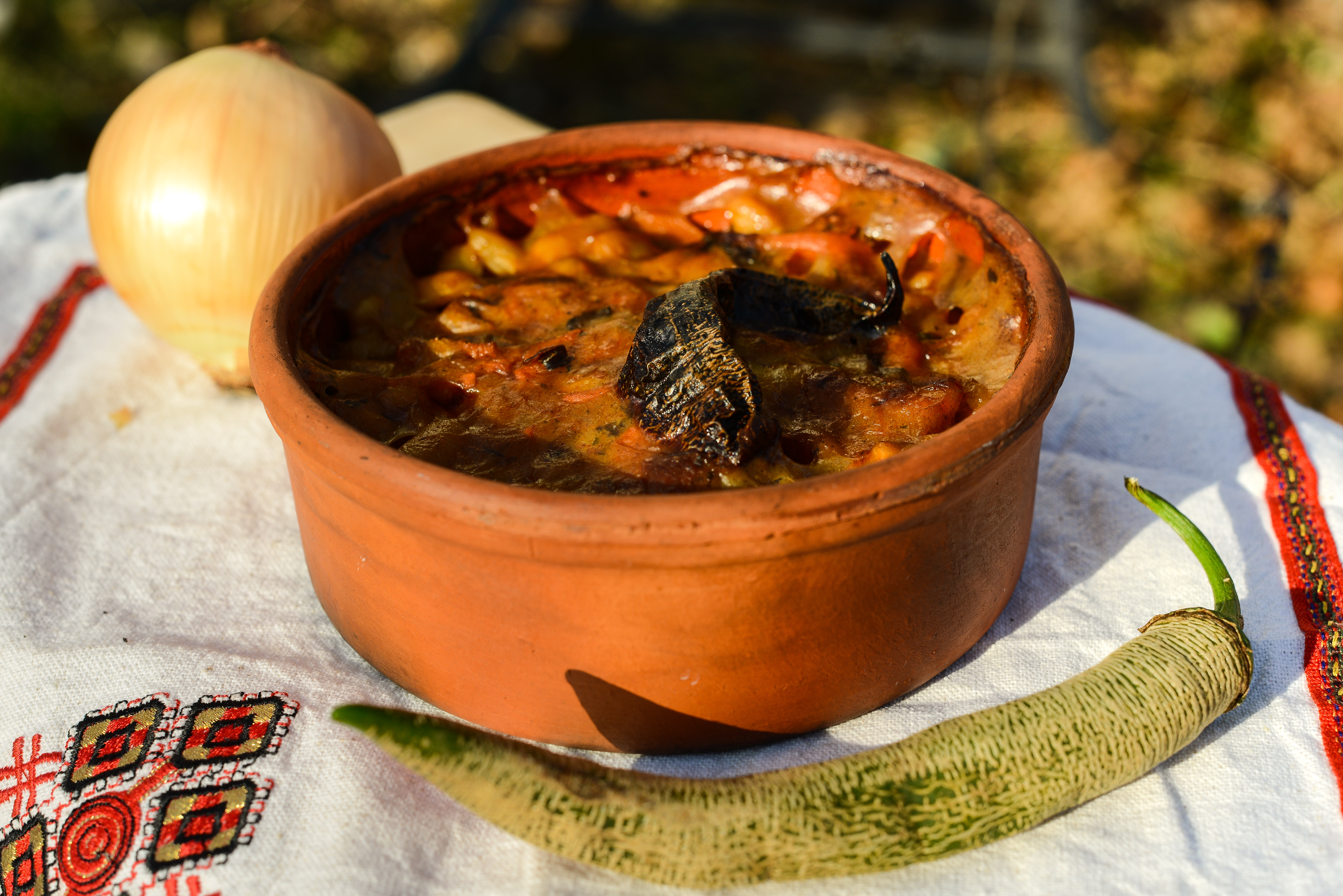
Le tavče gravče est un plat traditionnel macédonien. Il est préparé avec des haricots frais et il peut être trouvé dans presque tous les restaurants en Macédoine et dans toute la diaspora grecque et macédonienne.

- Tavče gravče
- Texas caviar
- Tortillitas de camarones

### U
- Ulava charu
- Umngqusho

### V
- Vegetarian chili

### Y
- Yun dou juan